# Company of Merchant Adventurers of London

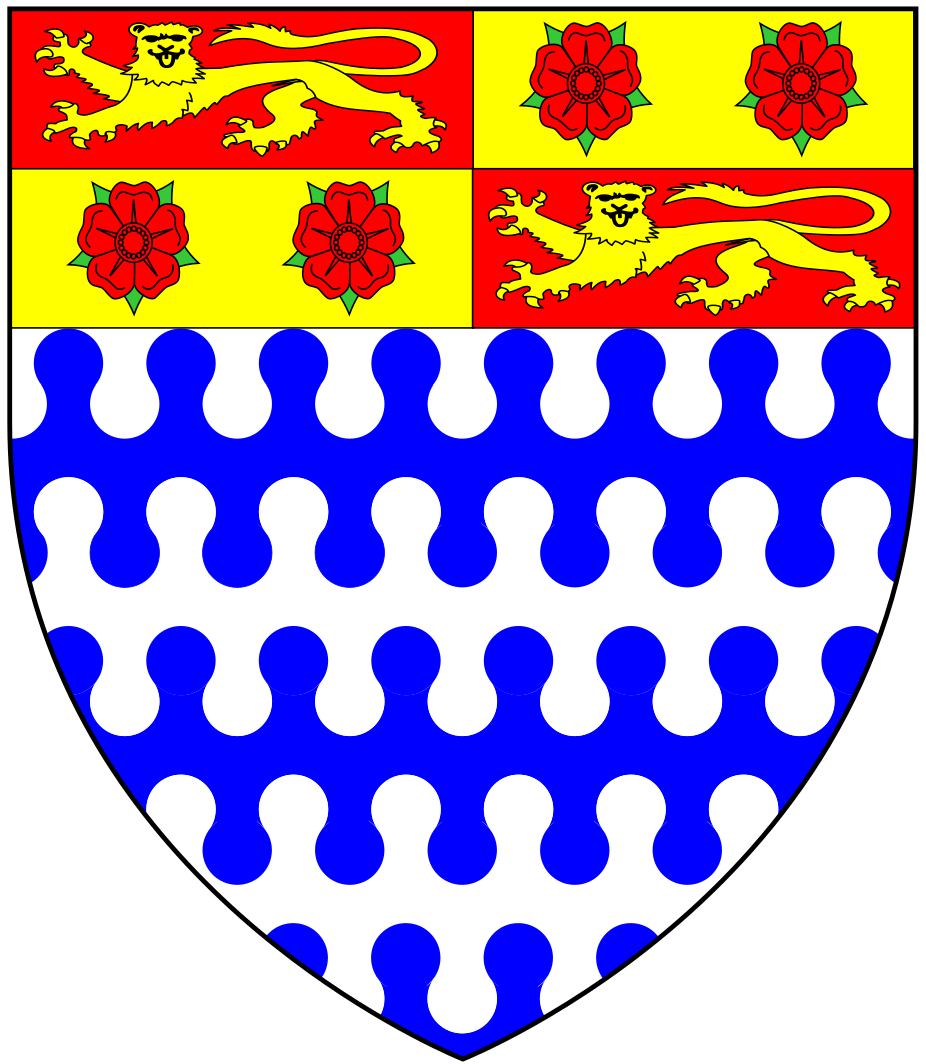
Brasão de armas dos "Mercadores Aventureiros".

A Company of Merchant Adventurers of London, (Empresa de Mercadores Aventureiros de Londres), foi uma empresa comercial fundada na cidade de Londres no início do século XV. Reuniu os principais comerciantes em uma empresa devidamente regulamentada para aquela atividade. O principal negócio de seus membros era exportar tecidos, principalmente panos brancos (não tingidos), em troca de uma grande variedade de produtos estrangeiros.